# CHEN (EXO)
金鍾大（： Kim Jong-dae ；1992年9月21日—），藝名Chen，韓國男藝人，為男子團體EXO成員、中國分隊EXO-M及三人子團體小分隊EXO-CBX的成員。在隊內擔當三大主唱之一，虛構超能力為「閃電」。

## 演藝經歷

### 早年經歷
Monster Records公司社長李強民曾是金鍾大的歌唱導師。他在2016年的採訪中提到了金鍾大對於聲樂的慾望很大也付出了努力，甚至為了唱歌好聽而做了把舌頭底部切除的手術（金鍾大於2019年在綜藝節目上也承認了），還說了金鍾大原本在準備大學入學考試，可是想上的大學都落選了，在復讀的過程中參加了SM  Casting選拔，合格了才成為歌手的。
2011年五月参加SM Starlight Casting System获得歌唱组冠军，而成为SM练习生。和队友伯贤为同期生，同为隊内练习期最短的成员，练习期不到一年，即出道。

### 2012年－2014年：出道、S.M.THE BALLAD、《Best Luck》
2012年4月8日，Chen作為EXO以及EXO分队EXO-M成员出道。
2014年2月，Chen加入SM娱乐于2010年成立的限定企划組合S.M.THE BALLAD，並于组合第二张迷你专辑《S.M. THE BALLAD Vol. 2 – Breath》中荣幸地与張力尹共同演唱《呼吸》，与鐘鉉共同演唱《一天（A Day Without You）》和与Krystal共同演唱《回想（When I Was...When U Were）》。
7月，Chen为成员D.O.参与演出的电视剧《沒关系，是愛情啊》，首次演唱OST《最佳的幸运（Best Luck）》。《Best Luck》于第16届首尔国际青少年电影节和So-Loved Awards中分別获得男子OST赏和最佳OST奖。

### 2015年－2018年：音乐剧演出、EXO-CBX出道
2015年5月，Chen与成员灿烈、伯贤以及多位偶像共同參與KBS特輯《我是大韓民國》的主題曲《我們相遇的日子》录制。
9月，Chen與圣圭、東雨（INFINITE）、Key（SHINee）和Luna（f(x)）一同出演音乐剧《In The Heights》。Chen在音乐剧中饰演主角Benny。

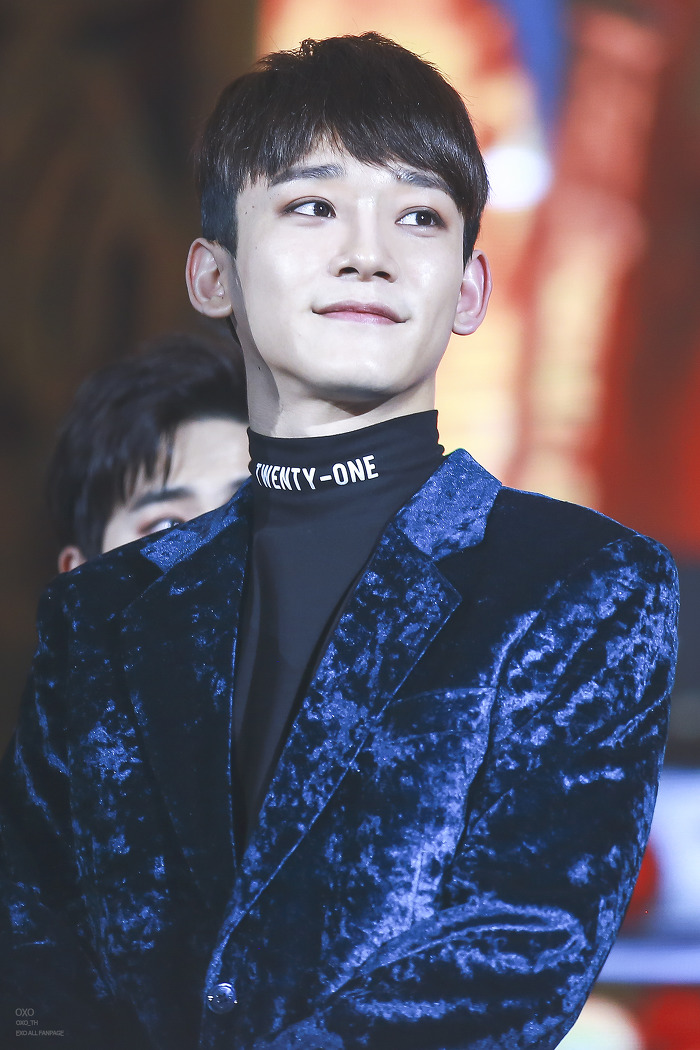
Chen於2016年Melon Music Awards

2016年2月，Chen为电视剧《太阳的后裔》演唱OST《Everytime》。
4月，Chen与Heize合唱由柳宰贤担任制作人的《Lil' Something》。《Lil' Something》是SM STATION企划中的第九首歌曲，歌曲自公開后人气火爆，横扫Melon、Box、alleh Music、Genie、Mnet五大音乐榜榜首，还在Naver Music、音海、Monkey3等榜當中荣获第二、三名。
5月，Chen与成員Xiumin一起出演网络综艺《沒有经纪人的旅行（Trip Without Manager）》。该節目是以沒有经纪人的情況下展開旅行为概念，嘉宾将进行只有他們的旅行。5月24日，Chen与成员Chanyeol一起出演JTBC綜藝節目《Two Yoo Project - Sugar Man》並一同演唱歌曲《如果再次相愛（If We Love Again）》，展現與原唱不同的魅力。音源公开后，在音源榜上的排名也属于上位圈。
7月6日，Chen与成员Suho共同為台湾电影《美好的意外》献唱的同名主題曲《美好的意外》。在完整版MV里，两人在录音室热唱的情景与电影情节穿插相扣，愉悅悠扬的旋律和貼近剧情的歌词相得益彰。
8月，Chen与伯賢、Xiumin共同为电视剧《月之恋人－步步惊心：丽》献唱OST《For You》。《For You》在各大音源榜佔据了上游位置。截至8月25日上午9点，這首歌获得了Mnet第二名、Olleh Music第二名、Genie Music第二名、NAVER第二名、Bugs第二名、Melon第四名等等。
10月，Chen与成員Xiumin、伯贤组成EXO第一個子团EXO-CBX並发行首张迷你专辑《Hey Mama!》。10月7日，Chen透過SM STATION公开与DJ Alesso的合作曲《Years》。
2017年1月24日，Chen与Dynamic Duo的合唱歌曲《等了之后离开（nosedive）》公开音源。截至24日上午8点拿下了MelOn、Mnet、Genie、Olleh Music、Bugs、Soribada等韓过6大音源榜即时1位，展現強大的音源实力。此曲在2017年Mnet亞洲音樂大獎和2017年甜瓜音乐奖中分別夺得最佳合作表演奖和饶舌/嘻哈奖。
2月，Chen为成员Chanyeol有份参与的电视剧《Missing9》演唱OST《I'm Not Okay》。。
2018年10月，Chen再度为成员D.O.主演的电视剧《百日的郎君》演唱OST《Cherry Blossom Love Song》。

### 2019年至今：Solo出道、入伍
2019年2月，Chen为电视剧《觸及真心》演唱OST《Make It Count》。。
3月8日，SM娱乐证实Chen即将于4月推出Solo专辑，成为EXO裡继Lay后的第二位Solo成員。。4月1日，Chen推出首张Solo专辑，亦是迷你一辑《April, and a flower》，MV於4月1日零时公開，所有音源于当天下午六时发行。专辑不仅拿下33国的 iTunes 综合专辑榜冠軍，主打歌也袭捲了國內音源网站、中国的 QQ 音乐、酷狗音乐等的即时榜首。此外，专辑在 Synarra Record、HOTTRACKS等韩国各大唱片行的销量榜上均拿下了单周第一名。Chen在专辑发行当天於首尔江南区举办了《April, and a flower》发售纪念Showcase，並邀请了成員Xiumin担任Showcase主持人。
6月，Chen为JTBC剧集《辅佐官－改变世界的人們》演唱OST《Rainfall》。这是Chen演唱OST的第十首歌。同月25日，Chen荣幸与Ailee合作演唱的《Love》音源正式发行。。
8月29日，SM娱乐透露Chen将在10月携第二张solo专辑回归歌坛。9月11日，SM娱乐正式宣佈Chen将于10月1日发行第二张迷你二辑《致親愛的你（Dear My Dear）》回归秋季歌谣界。10月1日，Chen第二張迷你专辑《Dear My Dear》正式發行，专辑在香港、台湾、泰国、新加坡、越南、印度、柬埔寨、匈牙利、法国、芬兰、荷兰、挪威、沙烏地阿拉伯、埃及、巴西、智利等36個国家的iTunes专辑榜上勇夺冠军。此外，专辑在韓国国內的 Hanteo Chart、Synarra Record 等唱片销量榜上亦拿下了冠軍。该專輯的主打歌《Shall we?》在NAVER Music上午的即时榜上也成功夺冠。Chen在《Dear My Dear》专辑发行当天举办了专辑发售纪念Showcase，並邀请了成員世勋担任Showcase主持人。
12月18日，Chen於2020 Korea First Brand Awards中獲得大賞“男歌手獎”。
2020年1月23日，Chen與Dynamic Duo 合作的單曲《獨自》透過各大音源網站公開。
10月15日，Chen發佈全新個人單曲《Hello》並於同日發佈歌曲MV。16日，Chen宣佈將會在10月26日入伍，成為EXO第四個入伍的成員。

## 個人生活
- 有一個大2歲的哥哥，叫金鍾德。
- 2020年1月13日，金鍾大於粉絲俱樂部公開親筆信，向粉絲告知：「自己已經有想要相伴一生的女朋友了。」隨後，SM娛樂也發表消息，表示Chen即將要結婚，新娘是圈外人並且已經懷孕，婚禮將以非公開形式進行。[29][30]
- 2020年4月29日SM娛樂宣佈，長女出生。2022年1月19日，第二個孩子出生。[31]

## 音樂作品

### 迷你專輯
| 專輯# | 專輯資料 | 曲目 |
| 1st   | 《사월, 그리고 꽃（四月，花）》 - 發行日期：2019年4月1日 - 語言：韓語 - 專輯銷量： - 韓國：210,189+ - 中國：96,450+      | 曲目 1. 꽃（Flower） 2. 사월이 지나면 우리 헤어져요（Beautiful goodbye） 3. 하고 싶던 말（Sorry not sorry） 4. 사랑의 말（Love words） 5. 먼저 가 있을게（I'll be there） 6. 널 그리다（Portrait of you）        |
| 2nd   | 《사랑하는 그대에게（致親愛的你）》 - 發行日期：2019年10月1日 - 語言：韓語 - 專輯銷量： - 韓國：170,200+ - 中國：53,821+ | 曲目 1. 우리 어떻게 할까요?（Shall We?） 2. 그대에게（My Dear） 3. 고운 그대는 시들지 않으리（Amaranth） 4. 널 안지 않을 수 있어야지（Hold You Tight） 5. 그댄 모르죠（You Never Know） 6. 잘 자요（Good Night） |
| 3rd   | 《사라지고 있어（正在消失）》 - 發行日期：2022年11月14日 - 語言：韓語 - 專輯銷量：                                       | 曲目 1. 사라지고 있어（Last Scene） 2. 옛 사진（Photograph） 3. Traveler 4. I Don’t Even Mind 5. 그렇게 살아가면 돼요（Reminisce） 6. 계단참（Your Shelter） 7. 안녕 (Hello) (CD Only)                           |
| 4th   | 《DOOR》 - 發行日期：2024年5月28日 - 語言：韓語 - 專輯銷量：                                                             | 曲目 1. Empty 2. Dandelion 3. Playlist（Feat. Haon,Be'o） 4. Fall In Love Again 5. Starlight 6. Remember |

### 日語迷你專輯
| 專輯# | 專輯資料                                                        | 曲目                                                                                                  |
| 1st   | 《Polaris》 - 發行日期：2023年8月17日 - 語言：日語 - 專輯銷量： | 曲目 1. Break Out 2. Free World 3. On The Road 4. Mirage of Flower 5. My Sunshine 6. Light Of My Life |

### 個人作品
| 發佈日期       | 專輯名稱                               | 歌曲名稱           |
| 2014年12月22日 | 《Exology Chapter 1：The Lost Planet》 | Up Rising          |
| 2015年12月27日 | 《2015 SBS歌謠大戰》                   | Though I Loved You |
| 2018年5月9日   | 《日本巡迴演唱會 Magical Circus》      | Watch out          |
| 2020年10月15日 | 單曲                                   | Hello              |
| 2024年10月1日  | 單曲                                   | Love You           |

### 合唱歌曲
| 發佈日期      | 專輯名稱                        | 歌曲名稱                                | 合作藝人    |
| 2014年2月13日 | S.M.THE BALLAD Vol.2《Breath》  | Breath（中文版）                        | 張力尹      |
| 2014年2月13日 | S.M.THE BALLAD Vol.2《Breath》  | 一天（A Day Without You）               | 鐘鉉        |
| 2014年2月13日 | S.M.THE BALLAD Vol.2《Breath》  | 回想（When I Was...When U Were）        | Krystal     |
| 2015年5月15日 | KBS特輯《我是大韓民國》         | 我們相見面的日子 （The Day We Meet Us） | 韓國群星    |
| 2016年4月8日  | 《SM STATION》                  | 玩曖昧（Lil' Something）                | feat.Heize  |
| 2016年5月24日 | 《Two Yoo Project - Sugar Man》 | 如果再次愛你                            | Chanyeol    |
| 2016年10月7日 | 《SM STATION》                  | Years                                   | 名DJ Alesso |
| 2017年1月23日 | 《Mixxxture Project Vol.1》     | 기다렸다 가（nosedive）                 | Dynamic Duo |
| 2017年11月3日 | 《SM STATION S2》               | Bye Babe                                | 10cm        |
| 2020年1月23日 | 《SM STATION S4》               | 獨自（혼자）                            | Dynamic Duo |

### OST
| 發佈日期       | 影視名稱                                   | 歌曲名稱                             | 合作藝人         |
| 2012年5月15日  | 《I AM. - SM家族青春傳記電影》             | Dear My Family                       | SM Town          |
| 2014年7月23日  | 《沒關係，是愛情啊》                       | 最佳的幸運（Best Luck）              | 不適用           |
| 2016年2月25日  | 《太陽的後裔》                             | Everytime                            | Punch            |
| 2016年7月6日   | 《美好的意外》                             | 美好的意外                           | Suho             |
| 2016年8月25日  | 《月之戀人—步步驚心：麗》                  | For You                              | Baekhyun、Xiumin |
| 2017年2月16日  | 《Missing9》                               | 無法對你問好（I'm Not Okay）         | 不適用           |
| 2017年7月29日  | 《Running Man 動畫版：It's Running Time!》 | It's Running Time!                   | Baekhyun、Xiumin |
| 2017年9月22日  | 《最後的生命：即使你明天消失》             | Cry                                  | Baekhyun、Xiumin |
| 2018年3月24日  | 《Live》                                   | Someone Like You                     | Baekhyun、Xiumin |
| 2018年10月16日 | 《百日的郎君》                             | 櫻花戀歌（Cherry Blossom Love Song） | 不適用           |
| 2019年2月7日   | 《觸及真心》                               | 把握光陰（Make It Count）            | 不適用           |
| 2019年6月14日  | 《輔佐官–改變世界的人們》                  | Rainfall                             | 不適用           |
| 2019年7月29日  | 《戀愛播放列表 (第四季)》                  | Be My Love                           | Baekhyun、Xiumin |
| 2019年12月19日 | 《Heart 4 U》                              | Beautiful                            | 不適用           |
| 2020年9月8日   | 《你喜歡布拉姆斯嗎？》                     | 你的月光                             | 不適用           |
| 2022年6月17日  | 《醫法刑事》                               | 陌生的一天                           | 不適用           |
| 2022年11月25日 | 《災後調查日誌》                           | Heaven For You                       | 不適用           |
| 2024年2月10日  | 《低谷医生》                               | The Way to love myself               | 不適用           |

### 客串歌曲
| 日期          | 專輯          | 歌曲                                     | 歌手   |
| 2016年4月21日 | 《Repeat》    | 玩曖昧（Lil' Something）（Acoustic ver） | Vibe   |
| 2019年5月13日 |               | May We Bye                               | 林韓星 |
| 2019年7月2日  | 《butterFLY》 | LOVE                                     | Ailee  |

### 創作作品
| 日期           | 歌曲                 | 歌手       | 專輯                           | 備注 |
| 2015年6月3日   | 약속（EXO 2014）     | EXO        | 《LOVE ME RIGHT》              | 填詞 |
| 2016年8月18日  | 꿈（She's Dreaming） | EXO        | 《LOTTO》                      | 填詞 |
| 2017年7月18日  | Ko Ko Bop            | EXO        | 《The War》                    | 填詞 |
| 2017年7月18日  | 너의손짓（Touch It） | EXO        | 《The War》                    | 填詞 |
| 2017年11月3日  | Bye Babe             | 10cm、Chen | 《SM STATION 2》               | 填詞 |
| 2017年12月26日 | Lights Out           | EXO        | 《Universe》                   | 填詞 |
| 2018年12月13日 | Love Shot            | EXO        | 《Love Shot》                  | 填詞 |
| 2019年4月1日   | Flower               | Chen       | 《April, and a flower》        | 填詞 |
| 2019年10月1日  | My Dear              | Chen       | 《致親愛的你（Dear My Dear）》 | 填詞 |
| 2019年12月19日 | Beautiful            | Chen       | 《Heart 4 U》                  | 填詞 |
| 2022年11月14日 | I Don't Even Mind    | 김종대     | 《Last Scene》                 |      |
| 2025年3月10日  | Love Is U            | Xiumin     | 《Interview X》                | 填詞 |

## 影視作品

### 電視劇
| 年份   | 電視臺  | 戲劇名稱          | 角色 | 性質 |
| 2015年 | LINE TV | 《我的鄰居是EXO》 | Chen | 客串 |

### 專屬節目
| 年份   | 日期                | 電視臺           | 節目名稱               |
| 2019年 | 10月28日 - 11月29日 | Naver TV、V LIVE | 《Heart 4 U (Chen篇)》 |

### 固定綜藝
| 日期                 | 頻道     | 節目名稱             | 備注     |
| 2016年5月2日－5月6日 | 網絡綜藝 | 《沒有經紀人的旅行》 | 與Xiumin |

### 綜藝節目
| 年份   | 日期                            | 頻道         | 節目名稱                   | 備注                                                   |
| 2013年 | 7月1日                          | Mnet         | 《The Beatles Code》       | 與Luhan、Suho、Chanyeol、Kai                           |
| 2013年 | 7月7日                          | SBS          | 《挑戰千曲》               | 與Chanyeol、D.O.                                       |
| 2013年 | 8月17日                         | KBS2         | 《不朽的名曲：傳說在歌唱》 | 與Luhan、Suho、Baekhyun、Chanyeol                      |
| 2013年 | 8月30日                         | Star TV      | 《The Star》               | 與Kris、Luhan、Chanyeol、Kai、Tao                      |
| 2013年 | 9月14日                         | KBS2         | 《不朽的名曲：傳說在歌唱》 | 與Xiumin、Luhan、Lay、Suho、Baekhyun、D.O.、Kai、Sehun |
| 2013年 | 9月20日                         | SBS          | 《Star face off 中秋特輯》 | 與Lay、Chanyeol、D.O.                                  |
| 2013年 | 12月25日                        | MBC Every1   | 《一周偶像》               | 與Luhan、 Lay、Baekhyun、D.O.                          |
| 2014年 | 1月22日                         | Mnet         | 《JJANG》                  | 與Luhan、 Lay、Baekhyun、D.O.                          |
| 2014年 | 2月14日                         | 新浪         | 《韓娛專訪》               |                                                        |
| 2014年 | 2月14日                         | 搜狐         | 《搜狐專訪》               |                                                        |
| 2014年 | 2月14日                         | 東方衛視     | 《娛樂星天地》             |                                                        |
| 2014年 | 2月15日                         | 愛奇藝       | 《愛奇藝iQIYI》            | 專訪                                                   |
| 2014年 | 3月5日                          | 土豆網       | 《韓樂星動態》             |                                                        |
| 2014年 | 3月5日                          | 愛奇藝       | 《愛奇藝iQIYI》            | 專訪                                                   |
| 2015年 | 1月4日                          | SBS          | 《SJ-M的Guest House》      | 與Suho                                                 |
| 2015年 | 4月4日                          | KBS2         | 《演藝家中介》             | 與Xiumin、Lay、Chanyeol、Kai、Sehun                    |
| 2015年 | 4月5日                          | CCTV3        | 《叮咯咙咚呛》             | 與Tao                                                  |
| 2015年 | 4月13日                         | KBS          | 《大國民脫口秀-你好》      | 與Baekhyun、Chanyeol                                   |
| 2015年 | 6月26日                         | 江蘇衛視     | 《前往世界的盡頭》         | 與Sehun                                                |
| 2015年 | 8月23日                         | MBC          | 《蒙面歌王》               |                                                        |
| 2016年 | 2月24日                         | MBC          | 《黄金渔场 Radio Star》    |                                                        |
| 2016年 | 5月1日 5月8日                   | SBS          | 《Fantastic Duo》          | 與Xiumin、Suho、Baekhyun、Chanyeol、D.O.               |
| 2016年 | 5月11日 5月12日 5月18日 5月19日 | V APP        | 《看得見的SM》             | 與Chanyeol、Sehun                                      |
| 2016年 | 5月25日                         | JTBC         | 《Sugar Man》              | 與Chanyeol                                             |
| 2016年 | 7月7日                          | KBS2         | 《Happy Together 3》       | 與Suho、Chanyeol                                       |
| 2016年 | 7月17日                         | 湖北衛視     | 《陽光藝能體》             | 與Xiumin、Suho、Baekhyun、Chanyeol、D.O.               |
| 2016年 | 9月18日                         | KBS2         | 《超人回來了》             | 與Xiumin                                               |
| 2016年 | 11月5日                         | KBS2         | 《柳熙烈的寫生簿》         | 與Baekhyun、Xiumin                                     |
| 2016年 | 11月-12月                       | 鬥魚直播     | 《SM 超級明星聯賽》        | 第六場                                                 |
| 2016年 | 11月14日                        | Naver VOD    | 《My SMT》                 | 與Xiumin                                               |
| 2017年 | 7月9日 7月16日                  | SBS          | 《Fantastic Duo 2》        |                                                        |
| 2018年 | 3月26日                         | Naver V LIVE | 《保齡球大對決》           | 與Chanyeol、東方神起                                   |
| 2019年 | 4月10日                         | MBC          | 《黃金漁場 Radio Star》    | [ 37 ]                                                 |
| 2019年 | 4月13日                         | tvN          | 《驚人的星期六》           |                                                        |
| 2019年 | 6月22日                         | JTBC         | 《RUN.wav》                |                                                        |
| 2025年 | 2月8日                          | TV5          | Be the next: 9 Dreamers    | 擔任導師                                               |

### 主持
| 日期               | 頻道  | 節目名稱         | 備注                           |
| 2013年12月13日     | KBS 2 | Music Bank       | 與Baekhyun（待機室Special MC） |
| 2015年4月8日、22日 | KBS 2 | MV BANK STARDUST | 與Suho                         |
| 2015年4月11日      | MBC   | Show! 音樂中心   | 與Yeri（Special MC）           |
| 2015年4月24日      | KBS 2 | Music Bank       | 與Suho（待機室Special MC）     |

### 電台主持
| 日期          | 頻道        | 節目名稱                     | 共同嘉賓/備注    |
| 2013年9月16日 | KBS Cool FM | Super Junior的Kiss the Radio | Baekhyun／代班DJ |
| 2015年5月3日  | KBS Cool FM | K-pop Planet                 | D.O.／Special DJ |
| 2016年1月11日 | KBS Cool FM | Super Junior的Kiss the Radio | Sehun／代班DJ    |

### 音樂劇
| 日期                  | 劇名               | 角色  | 性質   |
| 2015年9月4日—11月23日 | 《In The Heights》 | Benny | 男主角 |

### 音樂錄影帶
| 日期           | 歌曲名稱                           | 歌手          | 備注                    |
| 2012年4月24日  | Dear My Family                     | SMTOWN        | 《I AM. OST》           |
| 2014年7月28日  | The Best Luck                      | Chen          |                         |
| 2014年10月17日 | No.1                               | BoA           | 《EXO 90：2014》        |
| 2016年2月24日  | Everytime                          | Chen & Punch  |                         |
| 2016年4月7日   | Lil'Something                      | Chen & Heize  |                         |
| 2016年7月6日   | 美好的意外                         | Chen & Suho   |                         |
| 2017年11月3日  | Bye Babe                           | Chen & 10cm   | SM STATION第二季        |
| 2017年12月29日 | Dear My Family (Live Concert Ver.) | SMTOWN        | SM STATION第二季        |
| 2019年4月1日   | Beautiful goodbye                  | Chen          | 《April, and a flower》 |
| 2019年5月13日  | May We Bye                         | Chen & 林韓星 |                         |
| 2019年10月1日  | 우리 어떻게 할까요（Shall We？）   | Chen          | 《Dear My Dear》        |
| 2019年12月19日 | Beautiful                          | Chen          | 《Heart 4 U》OST        |
| 2020年10月15日 | Hello                              | Chen          |                         |

## 演唱會
- 《April, and a flower》發售紀念Showcase

| 日期         | 舉行地點   | 主持人 |
| 2019年4月1日 | 首爾江南區 | Xiumin |

- 《Dear My Dear》發售紀念Showcase

| 日期          | 舉行地點        | 主持人 |
| 2019年10月1日 | Yes24 Live Hall | Sehun  |

### 個人參加的演唱會
| 日期          | 演唱會名稱                       | 舉行地點             |
| 2015年9月4日  | 2015 Grand韓流節                 | 首爾奧林匹克主競技場 |
| 2019年5月19日 | KPop Entertaining Music Festival | 台北南港展覽館       |
| 2019年6月30日 | SM THE STATION演唱會             | Olympic Hall         |
| 2019年10月6日 | SBS Super Concert in Incheon     | 釜山亞運會主體育場   |

## 獎項與榮譽
更多資料：EXO獲獎及提名列表

### 大型頒奬禮獎項
| 年份   | 頒獎典禮                      | 獎項                    | 作品                          | 結果  |
| 2014年 | 第16屆首爾國際青少年電影節    | 男子OST賞               | 《最佳的幸運》（Best Luck）   | 獲獎  |
| 2014年 | So-Loved Awards               | Best OST                | 《最佳的幸運》（Best Luck）   | 獲獎  |
| 2017年 | 第19屆Mnet亞洲音樂大獎        | 最佳合作表演獎          | 《Nosedive》（與Dynamic Duo） | 獲獎  |
| 2017年 | 第19屆Mnet亞洲音樂大獎        | 年度歌曲                | 《Nosedive》（與Dynamic Duo） | 提名  |
| 2017年 | 第9屆Melon Music Awards       | 饒舌/嘻哈獎             | 《Nosedive》（與Dynamic Duo） | 獲獎  |
| 2017年 | Annual Soompi Awards          | 最佳OST                 | 《For You》                   | 獲獎  |
| 2018年 | 第7屆Gaon Chart K-POP大獎     | 年度歌手賞-一月音源部門 | 《nosedive》（與Dynamic Duo） | 第3名 |
| 2018年 | Annual Soompi Awards          | Best Collaboration      | 《nosedive》（與Dynamic Duo） | 提名  |
| 2019年 | M2 X Genie音樂獎              | 最佳男藝人獎            | Chen                          | 提名  |
| 2019年 | M2 X Genie音樂獎              | 最佳歌唱藝人獎          | Chen                          | 提名  |
| 2019年 | 第11屆Melon Music Awards      | 年度專輯                | 《April, and a flower》       | 提名  |
| 2019年 | 第21屆Mnet亞洲音樂大獎        | 最佳演唱SOLO藝人        | 《Beautiful Goodbye》         | 提名  |
| 2019年 | 2020 Korea First Brand Awards | 男歌手獎                | 不適用                        | 獲獎  |
| 2020年 | 第34屆金唱片獎                | 音源部門 - 本賞         | 《Beautiful Goodbye》         | 提名  |
| 2020年 | 第34屆金唱片獎                | 專輯部門 - 本賞         | 《April, and a flower》       | 提名  |
| 2020年 | 第29屆首爾歌謠大賞            | 本賞                    | 《April, and a flower》       | 提名  |
| 2020年 | 第29屆首爾歌謠大賞            | 人氣賞                  | 《April, and a flower》       | 提名  |
| 2020年 | 第29屆首爾歌謠大賞            | 韓流特別賞              | 《April, and a flower》       | 提名  |

### 個人榮譽
| 年份 | 獲獎項目                     |
| 2016 | - K-Pop一百張最帥面孔 第63名 |

### 音樂節目獎項
| 年份 | 日期     | 電視臺    | 節目名稱       | 獲獎歌曲                               | 排名 |
| 2017 | 2月5日   | SBS       | 人氣歌謠       | 기다렸다 가（nosedive）(與Dynamic Duo) | 1位  |
| 2019 | 4月13日  | MBC       | Show! 音樂中心 | Beautiful goodbye                      | 1位  |
| 2019 | 4月14日  | SBS       | 人氣歌謠       | Beautiful goodbye                      | 1位  |
| 2019 | 10月11日 | KBS2      | Music Bank     | Shall We?                              | 1位  |
| 2019 | 10月23日 | MBC MUSIC | Show Champion  | Shall We?                              | 1位  |

### 主要音樂節目榜單排名
| 主打歌曲成績                                | 主打歌曲成績      | 主打歌曲成績          | 主打歌曲成績        | 主打歌曲成績           | 主打歌曲成績     | 主打歌曲成績         | 主打歌曲成績                | 主打歌曲成績 | 主打歌曲成績  |
| 專輯                                        | 歌曲              | Mnet 《M! Countdown》 | KBS2 《Music Bank》 | MBC 《Show! 音樂中心》 | SBS 《人氣歌謠》 | SBS MTV 《THE SHOW》 | MBC MUSIC 《Show Champion》 | 歌曲獲冠次數 | 備註          |
| 2017年                                      | 2017年            | 2017年                | 2017年              | 2017年                 | 2017年           | 2017年               | 2017年                      | 2017年       | 2017年        |
| ------------------------------------------- | ----------------- | --------------------- | ------------------- | ---------------------- | ---------------- | -------------------- | --------------------------- | ------------ | ------------- |
| 不適用                                      | nosedive          | /                     | 6                   | /                      | 1                | /                    | /                           | 1            | 與Dynamic Duo |
| 2019年                                      |                   |                       |                     |                        |                  |                      |                             |              |               |
| April, and a flower                         | Beautiful goodbye | /                     | 2                   | 1                      | 1                | /                    | 2                           | 2            | Solo出道      |
| Dear My Dear                                | Shall We?         | 2                     | 1                   | 12                     | 3                | /                    | 1                           | 2            |               |
| 2022年                                      |                   |                       |                     |                        |                  |                      |                             |              |               |
| Last Scene                                  | Last Scene        | /                     | 8                   | 7                      | /                | /                    | /                           | 0            |               |
| 2024年                                      |                   |                       |                     |                        |                  |                      |                             |              |               |
| DOOR                                        | Empty             | 9                     | /                   | 22                     | /                | /                    | /                           | 0            |               |
| \| - 「/」表示未有相關資料 - 「*」打榜中 \| |                   |                       |                     |                        |                  |                      |                             |              |               |
| - 「/」表示未有相關資料 - 「*」打榜中       |                   |                       |                     |                        |                  |                      |                             |              |               |

| 各台冠軍歌曲獎座統計 | 各台冠軍歌曲獎座統計 | 各台冠軍歌曲獎座統計 | 各台冠軍歌曲獎座統計 | 各台冠軍歌曲獎座統計 | 各台冠軍歌曲獎座統計 |
| Mnet                 | KBS                  | MBC                  | SBS                  | SBS MTV              | MBC MUSIC            |
| -------------------- | -------------------- | -------------------- | -------------------- | -------------------- | -------------------- |
| 0                    | 1                    | 1                    | 2                    | 0                    | 1                    |
| 一位總數：5          |                      |                      |                      |                      |                      |

## 外部連結
- EXO-M的新浪微博
- EXO的Facebook專頁
- YouTube上的EXO-M頻道
- CHEN（页面存档备份，存于） – 韩国官方网站（S.M. Entertainment）
- YouTube上的CHEN頻道
- CHEN的X（前Twitter）
- CHEN的新浪微博
- CHEN的哔哩哔哩个人空间